# شيخو إدريس
شيخو إدريس (20 فبراير 1936 - 20 سبتمبر 2020)، هو أمير الفولاني الثامن عشر في زازاو ورئيس إمارة زازاو. ومجلس إمارة كادونا. اعتلى العرش في 8 فبراير 1975 بعد وفاة الحاج محمدو أمينو، أمير زازو السابع عشر.

## وفاته
توفي إدريس حوالي الساعة 11:00 صباحًا بالتوقيت المحلي في 20 سبتمبر 2020، في المستشفى المرجعي للجيش النيجيري 44 في كادونا.